# Veřejné osvětlení v Praze

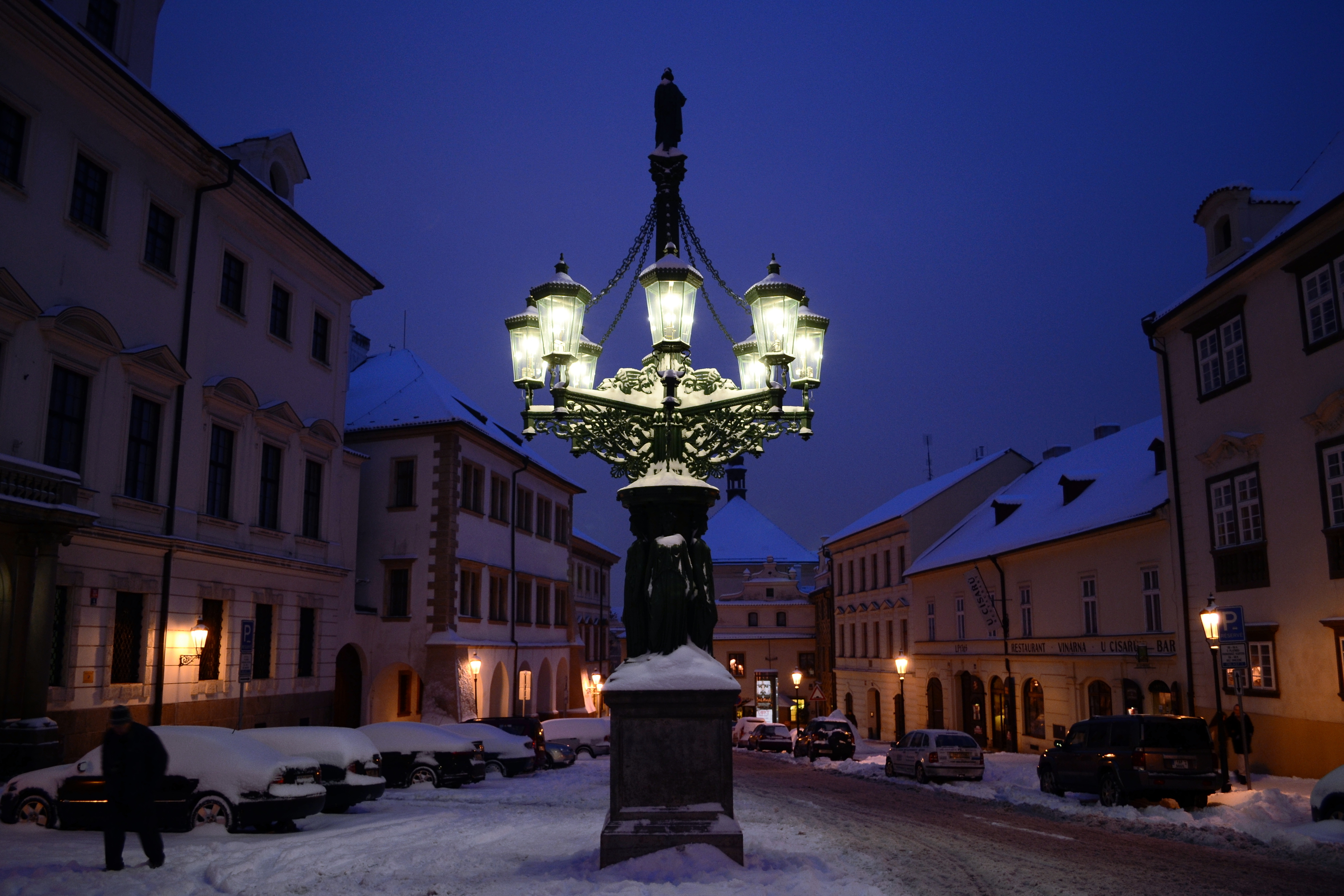
Obnovený plynový kandelábr v Loretánské ulici

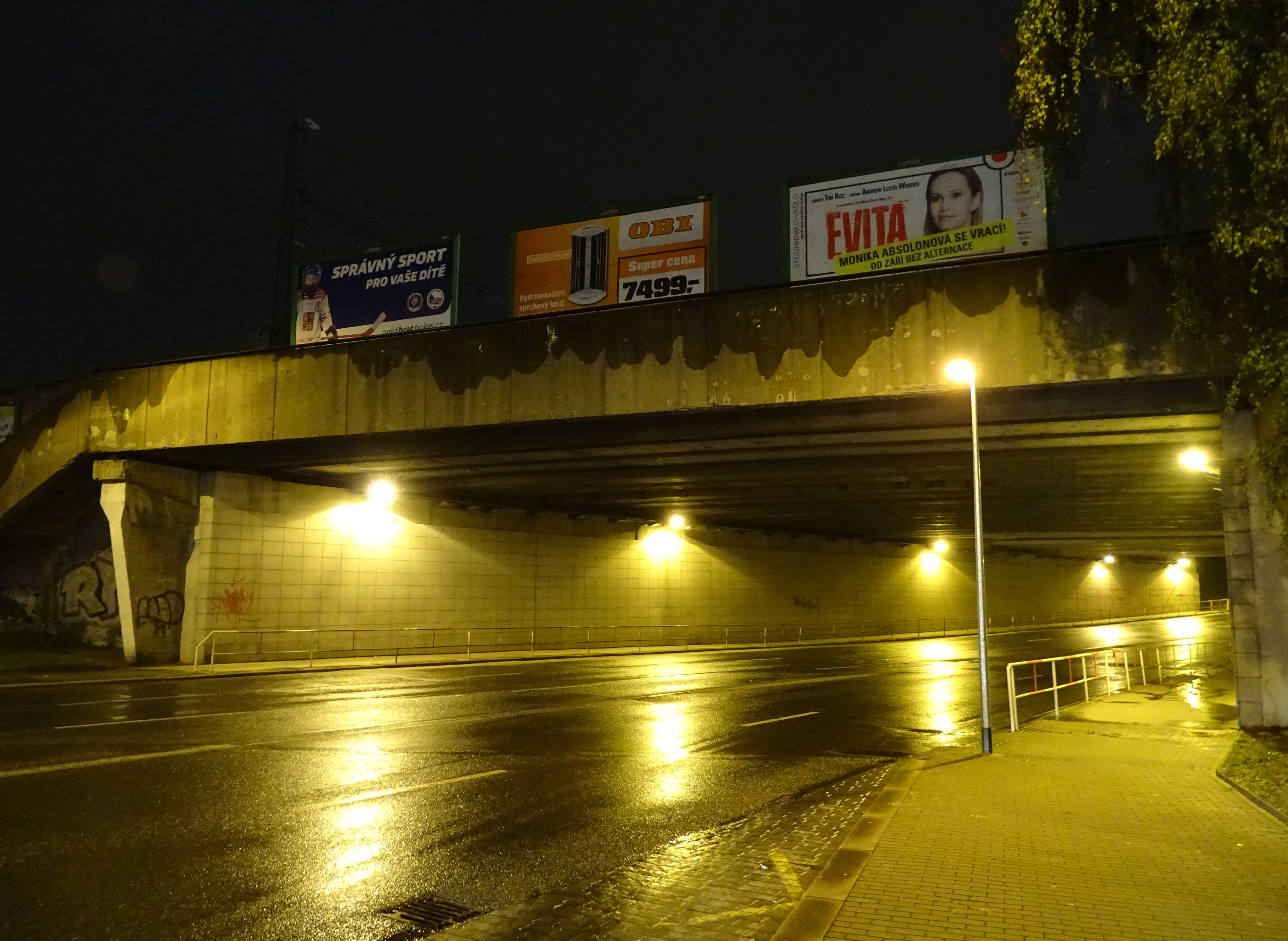
Noční osvětlení podjezdu ulice K Žižkovu

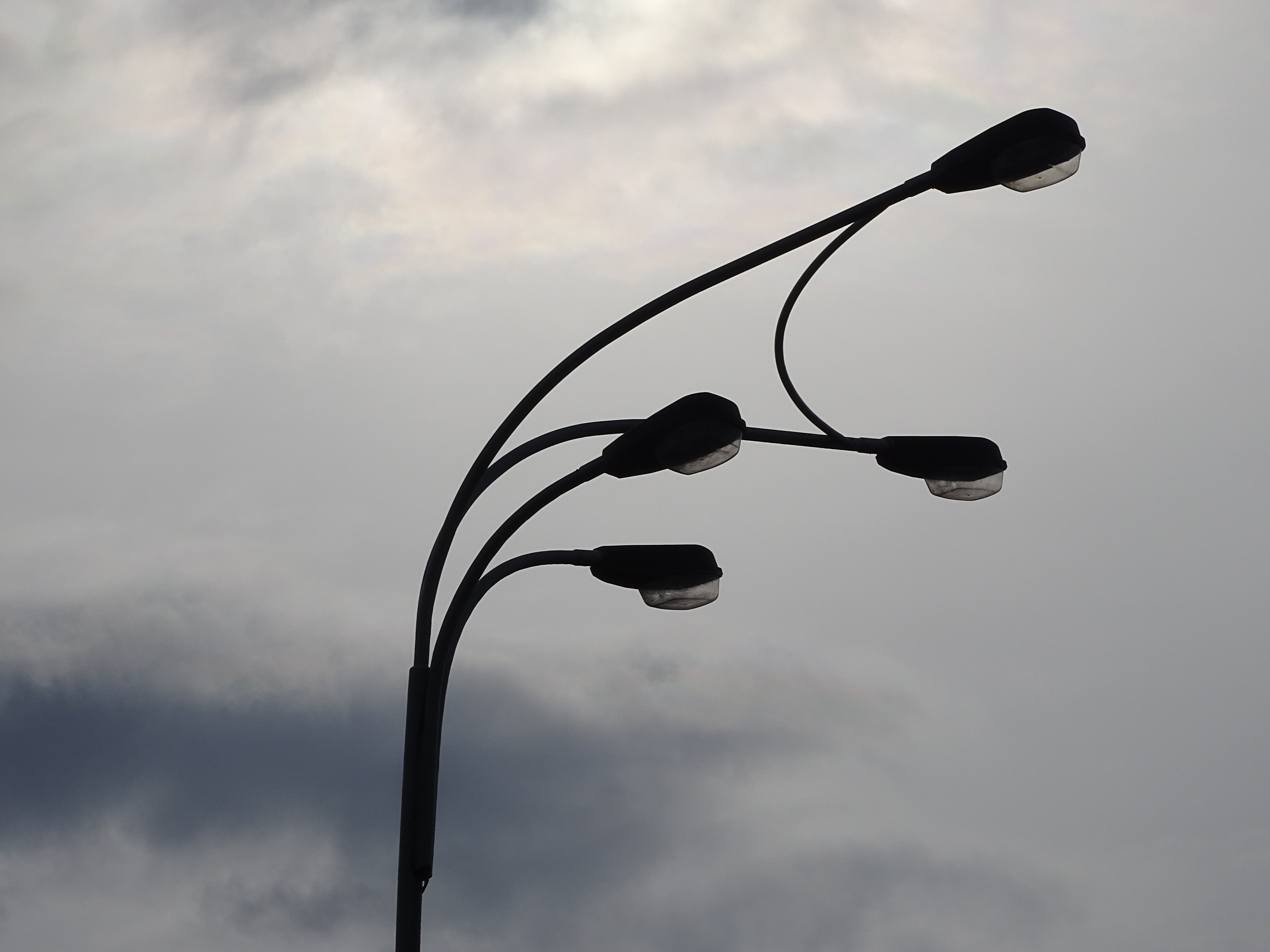
Výložníky lampy na Hlávkově mostě

Veřejné osvětlení v Praze má počátky již ve 14. století. Od ohňů v železných pánvích se vyvíjelo přes louče (doba Rudolfa II.), olejové lampy (začátek 18. století) a plynové lampy (1847–1985, znovu od roku 2002) až po elektrické osvětlení (od konce 19. století), které prošlo vývojem od žárovek k výbojkám a místy i k LED svítidlům. V prvním desetiletí 20. století bylo v Praze zhruba 135 tisíc svítidel veřejného osvětlení, z toho v roce 2014 necelých 700 plynových. Správa veřejného osvětlení je tradičně spojena se správou slavnostního osvětlení budov, sváteční světelné výzdoby a pouličních i věžních veřejných hodin. Do roku 1998 vykonávalo město správu samo prostřednictvím svých organizací, na období od roku 1999 byla uzavřena na dobu 15 let (do roku 2013) smlouva se společností Eltodo-Citelum, s. r. o. V roce 2013 bylo vyhlášeno výběrové řízení na dalších 10 let, ale to bylo nakonec v roce 2016 zrušeno a správa osvětlení byla bez otevřeného výběrového řízení předána od 1. ledna 2017 městské společnosti Trade Centre Praha a.s., od 1. dubna 2018 pak společnosti Technologie Hlavního města Prahy a.s., která má od 1. června 2018 převzít i vlastní výkon údržby.

## Historie

### Ohně, louče a olejové lampy
Počátky veřejného osvětlení sahají do 14. století, kdy na Staroměstském náměstí ponocný udržoval oheň v železných pánvích. Za Rudolfa II. se k osvětlení používaly hořící louče umístěné v koších na nárožích domů. Začátkem 18. století byly nejprve na Královské cestě a pak i po celé Praze používány olejové lampy.

### Plynové osvětlení
Prvních 200 plynových lamp v pražských ulicích bylo slavnostně rozsvíceno 15. září 1847. Plyn byl do nich přiváděn z první plynárny pro veřejné osvětlení v českých zemích, která se nacházela v Karlíně poblíž hranice s Novým Městem, přibližně v místech dnešního hotelu Hilton na Florenci, a vyráběla svítiplyn za pomoci černého uhlí. Dříve než v Praze měly plynové osvětlení například Londýn, Paříž, Berlín a Vídeň. V roce 1867 proběhla velká rekonstrukce plynového veřejného osvětlení v Praze. Byly navrženy a umístěny výtvarně řešené stožáry a jednotné lucerny. Mnohé z nich byly později přestavěny na elektrické. Ve čtyřicátých letech 20. století bylo v Praze plynových lamp kolem 10 000. V roce 1940 bylo v Praze 9362 plynových svítilen.
Již od konce 19. století však bylo plynové osvětlení doplňováno a pak i postupně nahrazováno elektrickým. Plynové osvětlení však v té době prošlo velkou rekonstrukcí a modernizací, přičemž díky novému prvku hořáku – punčošce – byla jeho svítivost větší než u elektrického, čímž bylo elektrické osvětlení opět na čas odstrčeno do pozadí.
V dubnu 1985 byly z plynového zdroje na elektřinu přestavěny poslední lampy, stožáry na Hradčanském náměstí a v Loretánské ulici.
Plynové osvětlení bylo v letech 2002–2012 obnoveno v oblasti Královské cesty s využitím replik historických stožárů a luceren.

Křižovnické náměstí, podzim 2023
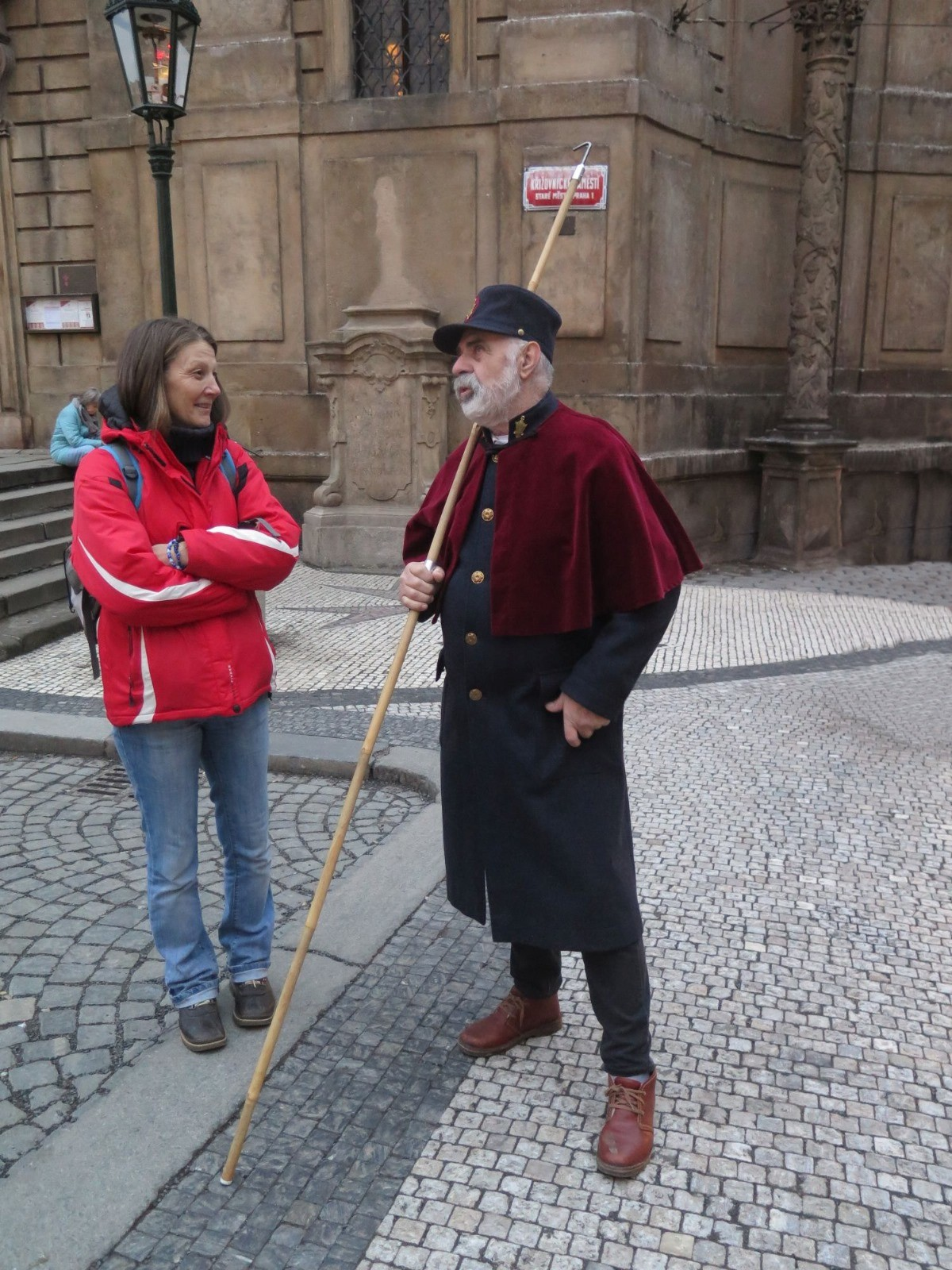
Lampář
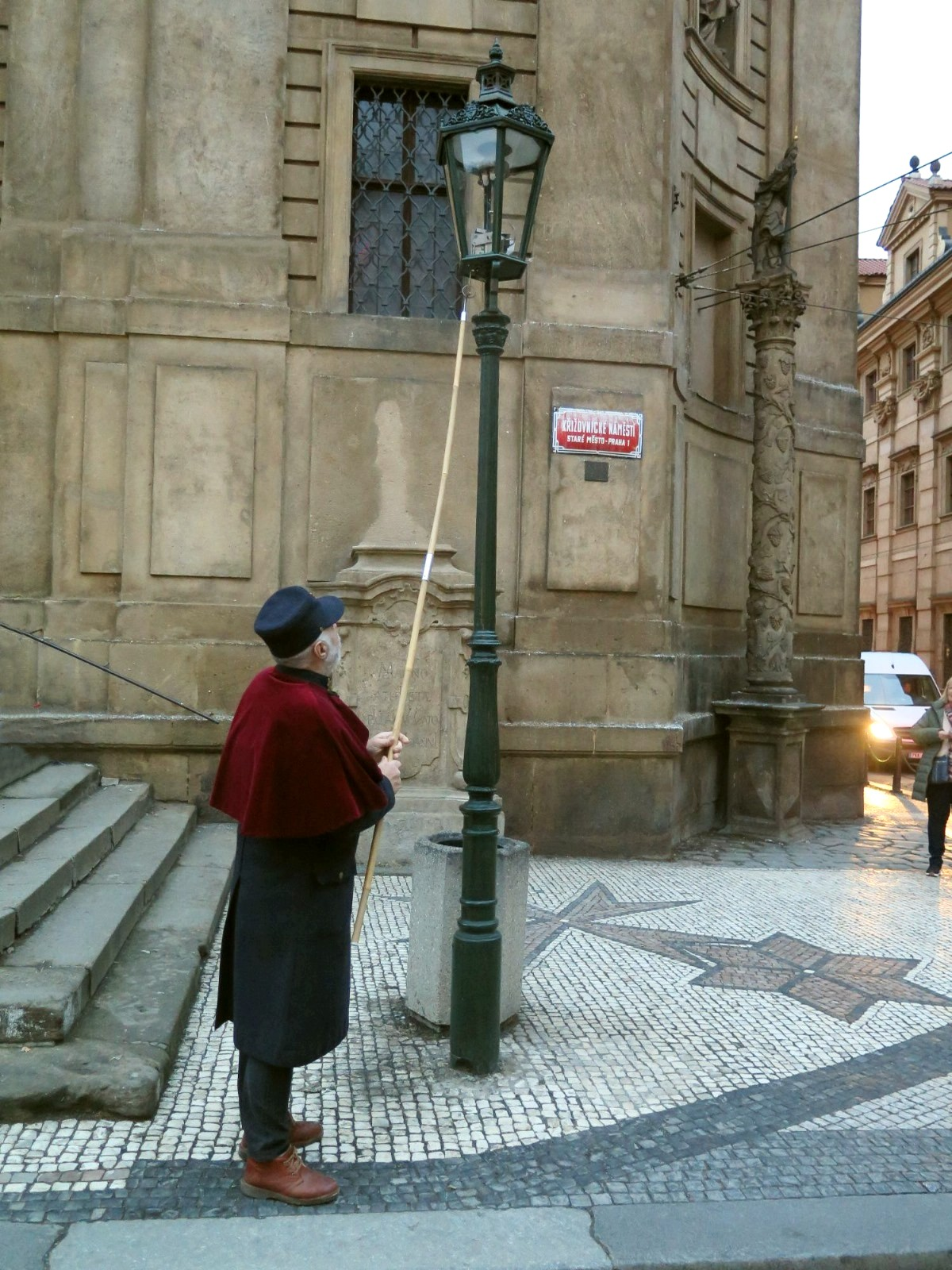
Lampář v akci
- Rozsvěcování lampy
- Detail zážehu

### Elektrické osvětlení
V elektrickém osvětlení Prahy se vystřídalo více typů zdrojů. V roce 1882 František Křižík osvětlil obloukovkami Hybernskou ulici v Praze, v roce 1888 bylo zavedeno elektrické osvětlení obloukovými lampami na Žižkově, tehdy ještě samostatném nově se rozvíjejícím městě. Poslední oblouková lampa byla na náměstí Míru sejmuta v roce 1923 a od roku 1924 se v Praze již svítilo žárovkami. Od roku 1924 se v Praze používaly žárovky. První nízkotlaké sodíkové výbojky byly použity v roce 1938 na karlovarskou výpadovku a ta se tak dle dobového tisku stala nejlépe osvětlenou pražskou komunikací pro automobily. Po druhé světové válce (zejména v roce 1952) byly v některých místech žárovky nahrazeny lineárními zářivkami (v počtu několika set), které byly energeticky účinnější a úspornější; často byly umisťovány na převěsech.
Na přelomu 50. a 60. let 20. století bylo žárovkové osvětlení nahrazováno rtuťovými výbojkami. Několik prvních bylo umístěno v roce 1958 u příležitosti 10. výročí Vítězného února, dalších několik tisíc bylo umístěno k příležitosti celostátní spartakiády v roce 1959. Koncem 60. let se rtuťové výbojky staly v Praze dominantními, i když souběžně na některých místech zůstaly zářivky. V roce 1975 Prahu osvětlovalo 83 % rtuťových výbojek, 11 % žárovek a 6 % zářivek a spotřeba elektrické energie byla 77 milionů kWh. V roce 1971 byly před výrobním podnikem Tesla Holešovice umístěny první vysokotlaké sodíkové výbojky s charakteristickým oranžovým světlem, v roce 1973 byly umístěny na Mariánské náměstí a v následujícím desetiletí jimi bylo nahrazeno veřejné osvětlení téměř v celé Praze.
V roce 2009 byl na Smíchově zahájen pilotní projekt osvětlení LED diodami, kdy od 11. listopadu 2009 bylo svítidly od 6 společností osvětleno 7 ulic. Druhou etapou bylo umístění LED svítidel na Karlovo náměstí a do jeho okolí k 14. březnu 2012. LED svítidla podle článku z roku 2018 dominují trhu s osvětlovací technikou pro veřejný prostor. V červnu 2018 byl na Karlínském náměstí v rámci konceptu Smart city spuštěn pilotní projekt Chytré osvětlení plus, v jehož rámci bylo 92 modernizovaných lamp osazeno LED svítidly a senzory schopnými měřit teplotu, hluk, prach, kvalitu ovzduší a intenzitu dopravy, a s možností plynule měnit jas svítidel.
Veřejné osvětlení bylo v dezolátním stavu zejména po druhé světové válce, během války kvůli povinnému zatemnění vesměs nebylo funkční.
V době energetické krize kolem roku 1980 (není-li tím míněna mrazová krize v lednu 1979 bylo údajně v Praze odpojeno každé druhé světlo. Kvůli tomu údajně došlo k nárůstu dopravních nehod s vážnými následky.

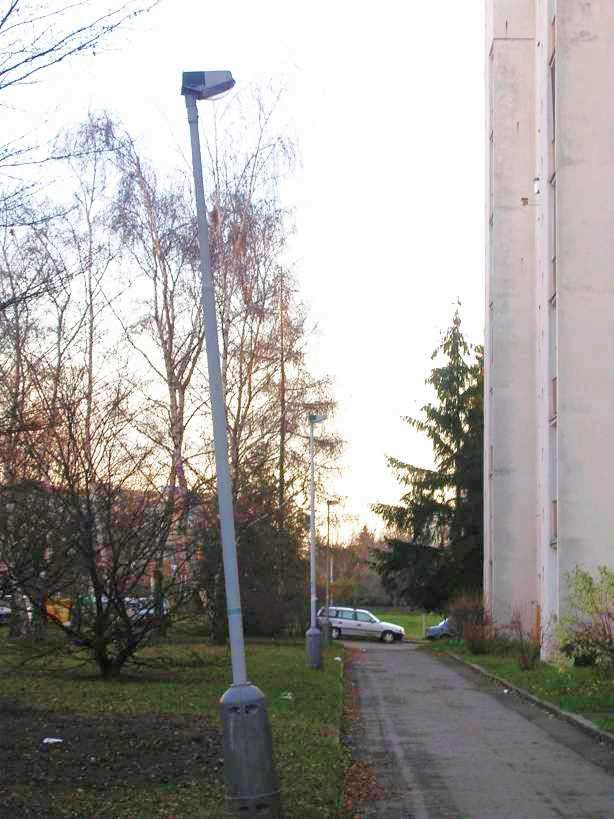
„Sadové“ sloupy veřejného osvětlení v Praze. Sloupy z konce 60. let 20. století, svítidla cca z roku 2005.

### Stožáry a svítidla
Od počátků až do 50. let 20. století se pro osvětlení používaly zdobné litinové stožáry a patice. Od 60. let se začaly objevovat jednodušší a nezdobené. V roce 1925 se objevily první vysoké stožáry.
Roku 1969 bylo rozhodnuto o rekonstrukci osvětlovacích soustav na Starém Městě provedením kopií luceren z roku 1891 a stožárků z roku 1867. V roce 1973 byla umístěna atypická svítidla do prostoru mezi budovou Federálního shromáždění a Smetanovým divadlem, v roce 1977 byly zhotoveny první kopie historických stožárků pro Tržiště na Malé Straně, v roce 1980 byla vyvinuta a vyrobena nová svítidla pro Pařížskou třídu a v roce 1983 u příležitosti znovuotevření Národního divadla po rekonstrukci bylo použito nové provedení veřejného osvětlení okolo Národního divadla a na nábřeží.
Použití zelené barvy pro nátěry historických litinových stožárů a patic má údajně původ v události roku 1891, kdy u příležitosti Jubilejní výstavy úředník pražského magistrátu objednal příliš velké množství barvy, která měla být určena na natření laviček ve Stromovce. Proto bylo rozhodnuto o jejím využití na všechny litinové prvky ve městě, tedy zejména stožáry osvětlení, zábradlí atd. Po roce 1918 byl nátěr měněn do barev hlavního města, tedy patice stožárů byly červené a stožáry žluté. V 60. letech město rozhodlo o použití neutrální šedi: světlejší šeď na stožáry a tmavší šeď na patice. Na některých exponovanějších místech se v dolních částech stožárů používá tzv. protiplakátový nátěr, který spočívá v přimísení zrnitého materiálu do barvy.

### Slavnostní osvětlení
V roce 1928 u příležitosti 10. výročí Československé republiky bylo zprovozněno slavnostní osvětlení některých významných staveb (Pražský hrad, Národní divadlo, Karlův most, věže Týnského chrámu, staroměstská radniční věž, malostranský chrám sv. Mikuláše). Po druhé světové válce bylo povoleno slavností osvětlení obnovit u příležitosti všesokolského sletu v roce 1948. V roce 1955 bylo slavnostní osvětlení u příležitosti 10. výročí osvobození rekonstruováno a obnoveno a nově byl osvětlen Národní památník na Vítkově.
Roku 1968 byly pro osvětlení Týnského chrámu a jeho věží použity halogenidové výbojky.

### Správa veřejného osvětlení
Od 60. let 20. století se na rozvoji a modernizaci veřejného osvětlení podílely zejména Tesla Holešovice a Elektropodnik. Podniku Tesla Holešovice byla v rámci reorganizace průmyslu v roce 1958 přidělena oblast základního výzkumu světelných zdrojů a aplikovaného výzkumu osvětlování. Na Elektropodnik v roce 1962 přešla povinnost správy, údržby a projektování veřejného osvětlení.
V roce 1960 vstoupila v platnost ČSN 36 0060 „Osvětlování ulic“ a roku 1967 zákon o hlavním městě Praze, jímž byly vytvořeny podmínky pro financování veřejného osvětlení.
V roce 1973 byl pro Malou Stranu vytvořen první světelný generel, který stanovil světelnětechnické parametry veřejného osvětlení a stal se vzorem pro další generely. V roce 1975 byl vypracován komplexní světelný generel pro hlavní město Prahu.
V Praze ještě začátkem devadesátých let existovala městská správní organizace Správa veřejného osvětlení, která výkonné činnosti objednávala u firmy skupiny Eltodo, která vznikla privatizací městského Elektropodniku.

### Eltodo Citelum (1999–2016)

#### Uzavření smlouvy na 15 let
Později byla SVO zrušena a město pověřilo od 1. ledna 1999 správou veřejného i slavnostního osvětlení a veřejných pouličních i věžních hodin na 15 let přímo firmu ELTODO-CITELUM, s. r. o.. O této zakázce bylo rozhodnuto v srpnu 1998 pod vedením primátora Jana Koukala, který od 1. února 1999 ve společnosti Eltodo začal podle sdělení mluvčího Eltoda Jana Rafaje sám pracovat jako ředitel technického úseku, ač sám to popíral. Firma Eltodo byla zmiňována také mezi údajnými sponzory Občanské demokratické strany, jejichž dary (řádově v desetitisících korun) v účetnictví ODS nefigurovaly. Prezident Eltoda Libor Hájek v červenci 1998 potvrdil, že Eltodo dělá pro ODS zadarmo různé práce (například ozvučení předvolebního mítinku ODS), ale o dva měsíce později to popřel.

#### Modernizace a obnova
Eltodo provádělo postupnou modernizaci a v některých místech kompletní výměnu sloupů a vedení pocházejících zhruba z poloviny dvacátého století, projekt obnovy byl plánován do roku 2013. V letech 1999–2003 do něj investovala firma 806,7 miliónů Kč. V prvních pěti letech měla být vyměněna téměř všechna svítidla a 20 % stožárů.

#### Obnovení plynového osvětlení
V některých částech historického centra bylo od roku 2002 obnovováno funkční plynové osvětlení, které je replikou původního historického. Projekt obnovy plynového osvětlení byl zaveden pro zvýšení turistické atraktivity města, oživení turistického ruchu a navození romantické atmosféry v centru města. Obecně je pořízení a provoz plynového osvětlení dražší než u elektrického – zářivek, výbojek i LED. Mají složitější technologii (plynový hořák, punčošky, hlídač plamene) a nižší účinnost.
Až do roku 1985 plynové lampy rozsvěcel lampář. Moderní plynové lampy zřizované od roku 2002 jsou ovládány dálkově z dispečinku provozovatele veřejného osvětlení, je však možné je rozsvěcet a zhasínat i ručně, pomocí klasického vahadla s táhly, což se dělá v době adventu, kdy chodí po části Starého Města lampář – pracovník provozovatele veřejného osvětlení – v dobovém obleku s dlouhou lampářskou tyčí aby předvedl zapomenuté tradiční řemeslo. Druhým lampářem je vedoucí Plynárenského muzea a viceprezident Cechu lampářů, který v rámci organizovaných procházek Prahou seznamuje zájemce s historií a současností plynového osvětlení a ukazuje jim ruční rozžíhání lamp pomocí lampářské tyče.
Světlo plynových lamp je bílé, zatímco nejběžněji užívané sodíkové výbojky mají světlo oranžové. Charakteristické je u plynových lamp typické „blafnutí“ při zapálení a v zimě tiché syčení při spalování plynu. Lampa se skládá ze 6 Auerových žárových punčošek, 1 Auerovy punčošky malé, která slouží jako zapalovací věčný plamínek, z elektroniky zapalování a automatického hlídání plamene, což je elektrická pojistka, která přeruší přívod plynu do lampy v případě zhasnutí plamene na punčoškách, např. v případě jejich vyhoření nebo poškození. Přívod plynu k lampám je jištěn trojitě, technologií schválil Strojírenský a zkušební ústav, dále jsou prováděny periodické kontroly a revize a průběžně též vizuální kontrola svítivosti a správné funkčnosti lamp.
Postupně bylo na plyn přestavěno osvětlení celé Královské cesty a některých přilehlých ulic. Postup obnovy:
- 2002: 9 lamp v Michalské ulici
- 2004: 26 lamp na Uhelném trhu, a v Melantrichově, Vejvodově a Michalské ulici, založen Cech lampářů,
- 2005: 93 lamp v Celetné ulici a na části Staroměstského náměstí
- 2006: rekonstrukce novorenesančního kandelábru na Hradčanském náměstí
- 2007: 182 lamp v Železné, Rytířské, před Stavovským divadlem, v Hlavsově, Jilské, Karlově ulici, na části Staroměstského náměstí, na Malém náměstí a na zbytku Uhelného trhu
- 2007 (ve zdroji překlep v letopočtu?): 101 lamp na Ovocném trhu a v Karlově ulici, 5 v areálu Pražských plynáren v Michli v rámci výročí 160 let pražského plynárenství
- 2009: 101 lamp v Mostecké ulici, na Malostranském náměstí, 46 lamp v dolní polovině Nerudovy ulice a na Jánském vršku
- 2010: 39 lamp na Karlově mostě (údajně je nyní jediným mostem na světě osvětleným plynem[7])
- 2012: dokončení plynového osvětlení na spojnici mezi Prašnou bránou a Pražským hradem
- 2013: 34 lamp v Nerudově ulici, uvažovalo se o zavedení plynového osvětlení na Zámecké schody, ulici Na Kampě nebo na Velkopřevorské náměstí
- 2014: rekonstrukce čtyřramenného kandelábru na Dražického náměstí
- jako další místa vhodná pro zřízení plynového osvětlení byly v roce 2014 jmenovány Josefov, Žofín, lampy na rampě Národního muzea, pylony před Rudolfinem, Kampa a okolí, Zámecké schody, Hradčany a Nový Svět, rozhodnutí však leží na vedení města.[7]

#### Antiplakátovací nátěr
Od konce září do října 2018 hlavní město Praha provedlo v části centra města očistu sloupů veřejného osvětlení, dopravních světelných signalizací a trakčních stožárů a na sloupy byl nanesen do výšky dvou a půl metru antiplakátovací nátěr, tvořený hrubým, zrnitým povrchem. Stožáry jsou nejprve natřeny základní barvou a jednou vrstvou vrchního nátěru, na kterou pak je přidán speciální hrubozrnný písek a na závěr je nanesena ještě jedna vrstva barvy a antiplakátovací směs proti mechanickému poškození. Novou ochranu město vyzkoušelo v ulici Svatovítská, která byla vůbec první v Praze, dále v ulicích Vršovická, Ruská, Milady Horákové či na Karlově náměstí. V říjnu akci provedlo na nábřežích na obou březích Vltavy od Vyšehradu až po Holešovice (nábřeží Rašínovo, Masarykovo, Smetanovo, Dvořákovo, Ludvíka Svobody, Edvarda Beneše, Kapitána Jaroše, Bubenské, ul. Dukelských hrdinů a Na Františku), s výjimkou historizujících stožárů. Opatření prezentoval náměstek primátora Pavel Klega a podílely se na něm společnost Eltodo-Citelum a Dopravní podnik hl. m. Prahy.

#### LED svítidla
Od 11. listopadu 2009 jsou v rámci pilotního projektu osvětlena některá místa na Smíchově LED diodami (experiment byl zahájen na základě iniciativy tehdejšího pražského radního pro životní prostředí Petra Štěpánka a Petra Vilguse). Finančně a dodávkami svítidel se na akci na základě výběrového řízení podílí šest významných firem: Siteco, Philips, Etna, Indal, LG a MSC, každá v jedné ze jmenovaných lokalit, přičemž jejich výrobky se liší svými parametry (příkonem, chromatičností, vzhledem). Projekt zahrnuji části ulic Radlická (iGuzzini), Stroupežnického (LG), Bozděchova a Klicperova (obě MSC), prostor v ulici Nádražní u vstupu do stanice metra Anděl (Siteco), park u vily Portheimka (Indal), náměstí 14. října (Philips) a Ostrovského a Matoušova ulice. Pilotní systém má ověřit efektivitu, snížení nákladů na údržbu, servisní systém, odolnost i působení barevných odstínů na chodce a řidiče, v případě úspěšnosti a v návaznosti na další technický vývoj se počítá s dalším rozšiřováním. K nasazení LED ve veřejném osvětlení smíchovských ulic se může vyjádřit každý formou ankety.
Postupně bylo instalováno LED osvětlení na Chodově na Litochlebském náměstí, v Michli na ulici U Plynárny a v Nuslích na Nuselské. Dále bylo např. instalováno na ulicích Husitská a Hartigova na Žižkově.

#### Evidenční značení
Před převzetím správy firmou Eltodo-Citelum byly sloupy VO označovány černými čísly přiřazovanými v rámci ulice podobným způsobem jako orientační čísla domů, postupně od začátku ulice, zpravidla po jedné straně sudými čísly a po druhé lichými, zpravidla jednocifernými až dvojcifernými, jen u mimořádně dlouhých ulic i trojcifernými. Čísla byla dobře čitelná i z jedoucího vozidla. Nevýhodou byla obtížná identifikace sloupů a jiných světelných míst na veřejných prostranstvích mimo pojmenované ulice nebo u křižovatek. Místy se používaly i mírně odlišné systémy číslování, například v kombinaci s písmeny, a u některých delších ulic se tatáž část číselné řady opakovala vícekrát. Eltodo-Citelum téměř všechna světelná místa ve své správě vybavila kovovým identifikačním číslem s vyraženým šesticiferným unikátním označením, v němž první číslice odpovídá městskému obvodu. Speciální svítidla (slavnostní osvětlení, osvětlení přechodů apod.) mají zvláštní číselné řady začínající dvojčíslími 19 a 59. V jiných městech používají firmy skupiny Eltodo podobné značení, v němž první číslice jsou nahrazeny písmeny zkratky obce.
Skupina Eltodo si barevnými značkami na spodních či bočních částech svítidel označuje použité světelné zdroje. Tvar (obdélník, kruh, trojúhelník, čtverec, půlkruh) označuje příkonovou řadu a barva (červená, zelená, šedá, černá) značí světelně technické parametry. Aby byly značky viditelné z úrovně terénu i na vysokých stožárech, mají základní rozměr 70 mm.
Radní Jan Chabr na konci prosince 2018 uvedl, že město má k dispozici databázi identifikačních čísel, která je přístupná složkám integrovaného záchranného systému a operátoři tísňových linek jsou díky tomu schopni velmi rychle lokalizovat volajícího, když jim nahlásí číslo nejbližšího sloupu veřejného osvětlení.
Technologie hlavního města Prahy a.s. by podle radního Chabra měla systém vylepšit, aby proces byl rychlejší a aby člověk nemusel sdělovat operátorovi číslo uvedené na štítku. Se zástupci záchranářů má město ještě diskutovat o zavedení QR kódu a dalších informací, které by usnadnily práci v rámci IZS. Modernizované štítky by se měly na stožárech osvětlení začít objevovat v průběhu roku 2019.

#### Statistiky
Podle propagace na svém webu garantovalo „100% svítivost s tolerancí výpadků nejvíce do 2 % světelných míst“. Vykazovalo faktickou svítivost a provozuschopnost kolem 99,4 %.[zdroj⁠?!]
V Praze evidovalo 126 226 světelných míst veřejného osvětlení, 2374 svítidel slavnostního osvětlení, 135 823 svítidel, 6627 km kabelů, 439 kusů veřejných hodin, 57 věžních hodin a 827 přípojek městského mobiliáře.
V roce 1998 náklady na provoz jedné lampy činily denně 99 Kč, na veřejné hodiny 28 Kč.

### Výběrové řízení na správu osvětlení (2013–2016)
4. června 2013 město vyhlásilo výběrové řízení na správu veřejného osvětlení (včetně slavnostního osvětlení a veřejných a věžních hodin) po dobu 10 let v hodnotě 1,8 miliardy Kč. Do něj se přihlásilo 9 zájemců, z toho 2 město vyloučilo: Eltodo Osvetlenie a Sdružení pro údržbu osvětlení v Praze, jehož členem je například pražská ID Stavby group. Sdružení pro údržbu osvětlení v Praze (vedené ID Stavby group), Praha vyloučila údajně kvůli nedostatečnému zdůvodnění mimořádně nízké nabídkové ceny, oznámení o vyloučení bylo datováno 20. listopadem 2013. Podle údajného znaleckého posudku prý není možné za nabídnutou cenu, která prý dosahuje zhruba 50 procent průměru ostatních cenových nabídek, zakázku řádně plnit. Neúspěšné sdružení podalo podnět k ÚOHS a ÚOHS vydal předběžné opatření, kterým městu zakázal uzavřít s vítězen výběrového řízení smlouvu. ÚOHS nařídil městu oba vyloučené uchazeče do soutěže vrátit. Sdružení INDOC na svém webu tvrdilo, že jeho nabídka vyhovuje veškerým požadavkům zadavatele na počty lidí, techniku i zázemí a cena zahrnuje všechny relevantní náklady i přiměřený zisk a je srovnatelná s cenou podobných služeb na jiných místech ČR, které byly zadány v nedávné minulosti, a navíc by dodavatel podle požadavků za plnění ručil bankovní zárukou ve výši 18 milionů korun, jak požadovalo zadání. Znalecký posudek, který se stal podkladem pro vyloučení nejlevnějšího uchazeče, prý město neposkytlo k vyjádření uchazeči ani veřejnosti, v usnesení rady města není vůbec zmíněn a příloha důvodové zprávy byla utajena. Podle zástupce INDOC mezi 9 uchazeči „povětšinou jde o firmy ze stávajících struktur kolem Eltoda a Pražské energetiky, tedy tradičních dodavatelů pražského magistrátu, dobře zabydlených na jeho výplatní pásce“.
Členy vyloučeného Sdružení pro údržbu osvětlení v Praze byly ID Stavby group, s.r.o., ELIOS, s.r.o., MOLUX s.r.o., STAND BY, s.r.o. a Werner Hüttner a sdružení jednalo prostřednictvím Ing. Martina Kovaříka, účastníka sdružení INDOC.
Dne 21. října 2014 (iDnes.cz později chybně uvedla i dataci 21. června 2014) rada města opět z řízení vyloučila Sdružení pro údržbu osvětlení v Praze, které nabídlo nejnižší cenu 59 milionů Kč ročně, a jako vítěze vybrala firmu Eltodo Osvetlenie s cenou 92 milionů ročně (přes 1,1 miliardy Kč za 10 let) a osvětlení mělo převzít od 1. ledna 2015. Tomuto sdružení, stejně jako uchazeči ČKD Praha DIZ, Praha uznala jeden z kvalifikačních předpokladů jako prokázaný, ačkoli tato skutečnost z předložených dokumentů nevyplývala.
Na postup Prahy byly podány k ÚOHS tři stížnosti, podaly je sdružení kolem ID Stavby Group, dále sdružení, které vede společnost PREdistribuce, a firma AVE CZ odpadové hospodářství. Výběr vítěze v červnu 2015 zrušil Úřad pro ochranu hospodářské soutěže kvůli tomu, že dvěma účastníkům (včetně vítěze) bylo uznáno splnění kvalifikačních požadavků, které nedoložily.
V listopadu 2016 bylo městem zrušeno celé výběrové řízení. Radní Karel Grabein Procházka zrušení odůvodnil také tím, že je osvětlení zastaralé a že by mělo odpovídat konceptu smart city, tedy být úspornější a napojené na IT technologie k jeho řízení.
Ředitelka či jednatelka firmy Eltodo Mona Sandescu už v září 2016 pro zpravodajský portál Seznam.cz popsala, že TCP si sepsala šestiměsíční harmonogram, jak převezme Eltodu zaměstnance, auta, stroje a kvalifikace, což podle Sandescu je „pomalu znárodnění firmy“, kterému se musí bránit. Po zrušení soutěže Mona Sandescu za skupinu Eltodo vyjádřila nespokojenost s průběhem veřejné soutěže, podle ní město ignorovalo výsledek transparentního zadávacího řízení a zakázku místo toho přidělilo firmám, jež v soutěži neuspěly nebo se jí ani neúčastnily, což je krok nezákonný, netransparentní a nehospodárný a Eltodo se chce proti němu bránit všemi právními prostředky. Eltodo chce všemi legálními prostředky dosáhnout toho, aby Praha přestala postupovat netransparentně a nezákonně a aby vybrala poskytovatele veřejného osvětlení v řádném a transparentním zadávacím řízení. Společnost Eltodo podala proti postupu Prahy námitky, primátorka Adriana Krnáčová postoj města potvrdila a námitky označila za nedůvodné a účelové, kvůli čemž je prý zadavatel odmítl. Před Vánoci 2016 převzala zastupování společnosti Eltodo advokátní kancelář Radka Pokorného, kterého web Neovlivní.cz označil za právnické eso, významného zákulisního hráče, premiérova přítele a advokáta, který už několikrát v obchodních sporech porazil státní či městské firmy.

### Projekt modernizace osvětlení
V roce 2015 Praha začala řešit soutěž na rámcovou smlouvu na postupné vypracování projektu obnovy a modernizace osvětlení v Praze, přičemž plnění zakázky v celkové hodnotě 50 milionů Kč by bylo rozloženo do období 4 let. Na počátku roku 2016 byla zveřejněna zadávací dokumentace. Zakázka byla v součtu za 50 milionů korun na období čtyř let. Zadání bylo rozděleno do 8 dílčích zakázek, resp. mělo být v soutěži údajně vybráno 8 subjektů, které by postupně dostávaly zakázky zřejmě na základě jednotkové ceny. Firmy musely prokázat technickou, kvalifikační a personální způsobilost, mimo jiné zkušenosti z oblasti projektování modernizace osvětlení, projektování například architektonického osvětlení, ale také moderního osvětlování (LED) v určitých finančních objemech. Eltodo kvůli splnění podmínek podalo v květnu 2016 nabídku v sestavě ELTODO a.s., ELTODO Citelum a kvůli plynovému osvětlení se spojila s RWE. V červnu 2016 byli uchazeči vyzváni k doplnění některých informací. Od té doby se až do listopadu nic nedělo. Na jednání rady HMP 8. listopadu 2016 však radní pro majetek Karel Grabein Procházka připravil návrh na vyloučení uchazeče z účasti v zadávacím řízení a následné zrušení zadávacího řízení. Na projednání byl přizván zástupce advokátní kanceláře Bánský & Partneři, která zadávací řízení administrovala.
V červenci 2017 rada města rozhodla o modernizaci 87 sloupů veřejného osvětlení v Karlíně. Tzv. „chytré lampy“ mají regulovat osvit a tím šetřit energii, zároveň mají být osazeny senzory pro sběr dat o kvalitě ovzduší, teplotě, hluku nebo hustotě dopravy. Cena má být podle odhadu do 8,5 milionu Kč bez DPH. V rámci koncepce Smart Prague (smart city) má zapojení moderních technologií na starosti městská firma Operátor ICT, která spravuje též projekty Opencard a Lítačka, v rámci této koncepce město v pilotním provozu spustilo též chytré lavičky a solární odpadkové koše za několik milionů korun a pro volební období na chytré projekty vyhradilo částku 600 milionů korun.
29. srpna 2017 se rada města usnesla, že město vypíše zakázku na dodání pěti sloupů veřejného osvětlení, které nahradí současné lampy na Karlínském náměstí a které mají mít v sobě nabíječky pro elektromobily. Předpokládaná hodnota zakázky je 1,33 milionu Kč bez DPH, tedy zhruba 322 tisíc Kč za jednu lampu po započítání daně. Dalších více než 400 tisíc má být v rámci jiné zakázky určeno na „související činnosti nutné k realizaci projektu“, jako je marketing či zřízení nových odběrných míst a datového připojení.

### Prodlužování smluv s Eltodem
Mezitímco probíhalo výběrové řízení na správu veřejného osvětlení, společnosti Eltodo byla smlouva, platná do konce roku 2013, třikrát bez otevřeného výběrového řízení na základě tzv. jednacího řízení bez zveřejnění vždy o rok prodloužena (na rok 2014 prodloužení s předpokládanou hodnotou zakázky 177 milionů Kč – přitom nabídková cena firmy ze skupiny Eltodo byla 113 milionů Kč – odůvodnila obavou ze sporu s vyloučenými uchazeči, na rok 2015 za 163 milionů nebo 167 milionů Kč, na rok 2016 za 161 239 262 Kč „z důvodu krajní naléhavosti případu, kterou hlavní město jako zadavatel svým jednáním nezpůsobilo a ani jí nemohlo předvídat“). Ještě podle zprávy z 6. prosince 2016 měla být smlouva se společnosti Eltodo Citelum znovu prodloužena na základě jednacího řízení bez uveřejnění do konce června 2016.
Městu se nepodařilo se společností Eltodo dojednat za přijatelných podmínek smlouvu na 1. pololetí 2017, protože prý dosavadní správce osvětlení předložil městu nevýhodnou nabídku, vysoko nad možnostmi magistrátu, takže jejím přijetím by prý rada města způsobila městu škodu. Cenovou výši nabídky však radní nezveřejnil.
5. června 2018 primátorka Adriana Krnáčová zhodnotila spolupráci s dlouholetým dodavatelem takto: „Už se nemusíme dohadovat s nějakým tzv. dodavatelem, který tu terorizoval město několik let.“

### Trade Centre Praha
Údajně již 20. září 2016 měla primátorka Adriana Krnáčová na schůzce týkající se regulace reklamy na sloupech VO prohlásit, že od 1. ledna 2017 bude veřejné osvětlení i reklamu na něm spravovat městská společnost Trade Centre Praha. Podle odpovědí primátorky i účastníků schůzky na ověřující dotazy však mělo jít jen o předběžnou informaci či jednu z možných, ale dosud neschválených variant řešení. Někteří politici toto řešení považovali za nepravděpodobné, protože TCP na takovou zakázku za stovky milionů nemá techniku, lidi, potenciál ani know-how.
Podle zprávy z 6. prosince 2016 správu osvětlení měla zajišťovat městská společnost Trade Centre Praha, která dosud spravovala některé městské budovy, jedno koupaliště a vltavské náplavky, od července 2017. Trade Centre Praha měla o veřejné osvětlení pečovat buď sama, nebo vyhlásit dílčí veřejné zakázky.
Společnost Trade Centre Praha proto byla na základě rozhodnutí hlavního města Prahy údajně pověřena příkazní smlouvou zajištěním vybraných činností souvisejících se správou a provozem veřejného osvětlení v Praze již od 1. 1. 2017. Příkazní smlouva s Trade Centre Praha byla uzavřena 27. prosince 2016 a zahrnovala zaprvé zajištění obstarávání správy veřejného osvětlení v zastoupení zadavatele jeho jménem a na jeho účet, zadruhé další související činnosti (zajištění postupného přebírání veřejného osvětlení a věcí souvisejících a zajištění vyjadřování se za zadavatele jako správce veřejného osvětlení ve správních řízeních včetně zajišťování souvisejících administrativních a informačních činností).
Dne 29. prosince 2016 uzavřela společnost Trade Centre Praha jménem a na účet zadavatele smlouvu se společností PREdistribuce s účinností od 1. ledna 2017 na zajištění obstarávání správy veřejného osvětlení a převzala osvětlení do správy. PREdistribuce měla provozovat dispečink a zajišťovat odstraňování poruch a havárií veřejného osvětlení. TCP údajně na 1. pololetí 2017 měla za úkol najít náhradního dodavatele, zatímco od druhého pololetí má část činností zajišťovat sama tzv. in-house a část zadat ve výběrovém řízení.
Podle zprávy ze 4. ledna 2017 se však diskuse zadrhla poté, co TCP „na poslední chvíli“ oznámila, že bude práci odvádět dráž, než slíbila, potřebuje nakoupit techniku a najmout více lidí než dosavadní správce. TCP nejprve slíbila cenu 125 milionů ročně, 2. prosince však firma poslala městu dopis, podle nějž to ve skutečnosti bude 166 milionů ročně, a na cenu 125 milionů se dostane až za pět let. Toto zvýšení podpořila znaleckým posudkem z října 2016. Navýšení ceny odůvodnila též nezkušeností, protože prý servisní úkony potrvají nezkušeným zaměstnancům dvakrát déle. Rada města návrh neschválila, ale radní Procházka (který zdůvodnění vyšší ceny nezkušeností označil za nešťastné) chtěl jeho upravenou verzi prosadit v lednu.
Podle zpráv z 12. a 14. ledna 2017 po Novém roce nikdo správu osvětlení nepřevzal, a tak se o provoz staral původní provozovatel, firma Eltodo, což potvrdila i její jednatelka: „Z důvodu neochoty města veřejné osvětlení od Nového roku převzít jsme byli nuceni systém provozovat i po skončení smlouvy.“. Přestože Eltodo Citelum od srpna vyzývalo k jednání o způsobu a termínech předání celého systému, zástupci města si teprve dva dny před koncem smlouvy vyžádali návrh harmonogramu předávání a k 31. 12. 2016 ani zástupci města, ani zástupci společností, které měli systém nově pro město nově provozovat, veřejné osvětlení nepřevzali. O novém provozovateli osvětlení nebyly údajně až do konce týdne (8. či 15. ledna 2017) informovány ani složky integrovaného záchranného systému a v souvislosti s obsluhou osvětlení se prý na Eltodo po Novém roce obracely nejen složky integrovaného záchranného systému, ale i samotný magistrát. Na pokyn radního Karla Grabeina Procházky a výzvu města, aby Eltodo nadále nevykonávalo jakékoliv činnosti na veřejném osvětlení, neboť podle něj jsou tyto činnosti zajištěny a realizovány městem, Eltodo 12. ledna 2017 ukončilo správu veřejného osvětlení, preventivní údržbu, havarijní zásady i služby nepřetržitého dispečinku veřejného osvětlení na bezplatné havarijní lince. Eltodo odmítlo čekat, až se zástupci města i městské firmy sejdou na oficiálním předání, a odevzdalo klíče od rozvodných skříní na podatelně magistrátu. Zástupci města ani nového správce osvětlení si veřejné osvětlení nepřevzali. Za Eltodo přitom vyjádření dávala nejen jeho jednatelka Mona Sandescu, ale i Vladimír Bystrov z agentury Bison & Rose.
Mluvčí magistrátu Vít Hofman se k situaci kolem 12. ledna 2017 vyjádřil, že „v současné době probíhá proces předání a převzetí zařízení veřejného osvětlení včetně související dokumentace a agendy. Určitě nehrozí situace, že by veřejné osvětlení v Praze zhaslo. A to právě díky tomu, že od začátku roku zajišťuje fungování osvětlení společnost TCP.“ TCP rovněž potvrdila, že se o osvětlení od ledna stará. Mluvčí magistrátu Vít Hofman a mluvčí společnosti Trade Centre Praha Monika Švarcová tvrdili, že se o osvětlení starají.
19. ledna 2017 vydala Trade Centre Praha tiskovou zprávu, podle níž od začátku roku bylo hlášeno téměř 500 poruch či havárií veřejného osvětlení v Praze, na což vedle stavu a stáří zařízení měly podíl také velká zima a zvýšená vlhkost. Průměrná doba reakce na nahlášení poruchy byla údajně méně než jedna hodina, délka opravy pak závisela na druhu poruchy, například závady na přívodních kabelech se odstraňují i několik dnů. Nejvíce výpadků souviselo s vadnými kabely a pojistkami, ve zvýšené míře se objevily závady na spínacích hodinách. Tisková zpráva uvedla, že TCP „postupně přebírá potřebné podklady a náležitosti“, přičemž kompletní předání takto rozsáhlého souboru zařízení vyžádá více času, není to záležitost několika dnů.
Společnost Eltodo „při běžné bezpečnostní kontrole firemní elektronické komunikace“ odhalila, že její vlastní manažer Jiří Skála, který měl na starosti rozvoj podnikání, připravoval několik měsíců řízený odchod zaměstnanců pod městskou společnost Trade Centre Praha. Ředitelka Eltodo Mona Sandescu to interpretovala tak, že se radnice rozhodla vytunelovat firmu tím, že přetáhne lidi a know-how z Eltoda k sobě. Společnost Eltodo podala v týdnu od 23. ledna 2017 v souvislosti s Jiřím Skálou trestní oznámení. Možnost, že by zaměstnanci Eltoda přešli k TCP, přímo zmiňuje i analýza společnosti Cost Control, kterou si vedení magistrátu objednalo. Skála též vedl místní odborovou organizaci a dosud působí jako předseda Společnosti pro rozvoj veřejného osvětlení (SRVO). Rovněž Bohdan Urban, předseda představenstva Pražské energetiky Holding a.s., člen představenstva PRAHA 10 – Development, a.s. a údajný poradce radního Karla Grabeina Procházky, prý nabízel generálnímu řediteli společnosti Eltodo-Citelum zaměstnání v TCP a údajně měl v rámci transformace za úkol přetáhnout stovku zaměstnanců Eltoda.
Úřad pro ochranu hospodářské soutěže vydal v polovině března 2017 rozhodnutí, kterým zamítl podnět, v němž společnost Eltodo osvetlenie tvrdila, že Praha zrušila veřejnou zakázku v rozporu se zákonem. Podle citovaného zdůvodnění v tomto konkrétním případě nelze po zadavateli požadovat, aby v zadání veřejné zakázky pokračoval, s přihlédnutím ke změně stavu osvětlení a s tím související neaktuálností struktury činností, které jsou předmětem veřejné zakázky. Podle zdůvodnění lze považovat průběh zadávacího řízení „jako důvod hodný zvláštního zřetele, pro který nelze na zadavateli požadovat, aby v zadávacím řízení na veřejnou zakázku nadále pokračoval“.
7. března 2017 uzavřelo město Praha s účinností od 1. března 2017 smlouvu v maximální hodnotě 750 tisíc Kč (2500 Kč za každou započatou hodinu) s advokátní kanceláří Toman, Devátý & partneři o právní pomoci související s veřejným osvětlením, vedením případu byl za advokátní kancelář pověřen JUDr. Karel Jandus.
Dne 29. března 2017 ÚOHS s odkladem účinnosti šest měsíců od nabytí právní moci rozhodnutí zakázal plnění smlouvy, kterou 27. prosince 2016 uzavřelo město Praha se společností Trade Centre Praha, protože zakázka byla uzavřena v době, kdy běžela jedna z blokačních lhůt stanovených zákonem o zadávání veřejných zakázek. V době publikace této informace ještě rozhodnutí nenabylo účinnosti a mohl proti němu ještě být podán rozklad. Mluvčí magistrátu Vít Hofman ujistil, že současný stav správy veřejného osvětlení v hlavním městě Praze se tímto rozhodnutím nijak nemění. Společnost TCP nechtěla zákaz zatím podrobněji komentovat. Mluvčí TCP Kamil Chalupa uvedl, že TCP důvody rozhodnutí analyzuje, ale že kvůli odložení účinnosti zákazu nemá rozhodnutí na fungování veřejného osvětlení v Praze žádný vliv, vše prý bude fungovat bez problémů.
Smlouvě na poskytování služeb k zajištění fungování veřejného osvětlení se společností PREdistribuce ÚOHS vytkl, že je uzavřena na dobu neurčitou bez stanovené rozvazovací podmínky, z níž by bylo zřejmé, kdy k rozvázání dohody dojde. Na přelomu července a srpna 2017 ÚOHS oznámil, že jeho předseda Petr Rafaj definitivně zamítl odvolání společnosti PREdistribuce proti zákazu plnění smlouvy, kterou uzavřela PREdistribuce. Přestane tak zajišťovat dispečink a řešit poruchy a havárie osvětlení. Lhůta šestiměsíčního odkladu běží od 10. července 2017, tj. zákaz platí od 10. ledna 2018. Definitivní rozhodnutí ohledně smlouvy hlavního města Prahy s TCP podle článku z počátku srpna 2017 ještě nepadlo.
Eltodo-Citelum napadlo u ÚOHS smlouvu hlavního města Prahy uzavřenou s platností od července 2017 v rámci in house výjimky, tedy bez výběrového řízení. V květnu 2017 ÚOHS rozhodl, že zadavatel při vyřízení námitek navrhovatele nepostupoval v souladu se zákonem, jelikož jím vydané rozhodnutí o námitkách je nesrozumitelné a nepřezkoumatelné pro nedostatek důvodů, pročež ÚOHS jako nápravné opatření zrušil tento úkon zadavatele.
Hlavní město Praha podalo žalobu proti dvěma rozhodnutím ÚOHS, věcmi se měl zabývat Krajský soud v Brně. Eltodo Osvetlenie podalo žalobu proti rozhodnutí ÚOHS, který byla zamítnuta stížnost proti zrušení výběrového řízení.
Podle tiskového sdělení radního Karla Grabeina Procházky z 22. září 2017 společnost Eltodo podala k ÚOHS celkem čtyři stížnosti. V prvních dvou případech (zadání smlouvy na správu osvětlení městským společnostem TCP a PREdistribuce) Úřad pro ochranu hospodářské soutěže rozhodl v neprospěch hlavního města Prahy, v dalších dvou stížnostech ve prospěch. ÚOHS pravomocně rozhodl, že Praha v roce 2016 nepochybila zrušením tendru na veřejné osvětlení, a zatím nepravomocně rozhodl ve prospěch Prahy i v další stížnosti, podle které mělo vedení města porušit pravidla při přidělení zakázky na osvětlení vlastní firmě Trade Center Praha. U všech pravomocných verdiktů obě strany podaly správní žaloby, u stále otevřená poslední stížnosti úřad rozhoduje o rozkladu, který podala společnost Eltodo.

### Technologie hlavního města Prahy
Podle sdělení radního Procházky z 22. září 2017 v budoucnu měla mít lampy na starosti nikoliv přímo TCP, ale její dceřiná firma TCP - Vinohrady, a.s., která původně vznikla za účelem vybudování bytového komplexu na Floře, ze kterého nakonec sešlo, a aktuálně byla neaktivní. 31. srpna 2017 byla podepsána a zveřejněna rámcová smlouva mezi hlavním městem Prahou a TCP-Vinohrady a.s. o správě, provozu a údržbě veřejného osvětlení a dalších souvisejících zařízení. Základní cena za správu (bez elektrické energie a bez investic do obnovy a rozšiřování zařízení je smlouvou stanovena s odvoláním na znalecký posudek prof. Karla Sokanského na 166 534 249 Kč za rok s tím že do 24 měsíců má být v rámci analýzy revidována.
16. ledna 2018 radní Karel Grabein Procházka oznámil ČTK, že tato společnost zhruba od poloviny roku 2018 převezme správu veřejného osvětlení, přičemž zakázku dostane přímým zadáním. Ředitelem společnosti byl jmenován opoziční zastupitel Tomáš Jílek (bezpartijní, dříve TOP 09). Předseda zastupitelského klubu Pirátů Adam Zábranský označil za absurdní, aby opoziční zastupitel byl dosazen do funkce ředitele městské firmy, a označil za typické pro současnou koalici, že se tak tradičně stalo bez výběrového řízení. Podle radního Procházky je Jílek fundovaný. Společnost THMP a.s. na svém webu oznámila, že probíhá transformace vnitřní struktury společnosti tak, aby v průběhu roku 2018 zahájila poskytování služeb pro hlavní město Prahu.
K 30. lednu 2018 bylo do obchodního rejstříku zapsáno přejmenování společnosti TCP - Vinohrady, a.s. na název Technologie Hlavního města Prahy, a.s. (THMP) Město Praha tuto společnost koupilo za 1,1 milionu od své společnosti Trade Centre Praha (TCP), dosavadní mateřské společnosti, což rada města schválila v polovině prosince 2017. Ztráta THMP byla k 31. prosinci 2017 asi 1,1 milionu a k 31. lednu 2018 vykazovala vlastní kapitál minus 546 000 korun. Na zajištění všech činností souvisejících s převzetím správy osvětlení a rozběhnutí svého chodu získala THMP od hlavního města Prahy provozní zálohu 110 miliónů korun. Částku, která bude postupně vyúčtována, firma investuje. 22. března 2018 rozhodlo městské zastupitelstvo, že k základnímu kapitálu THMP a.s. ve výši 2 milionů Kč vloží do této společnosti dalších 130 milionů Kč, které vezme z dividend nezapojených do rozpočtu hlavního města. 15. května 2018 rada města schválila materiál, který obsahoval návrh smlouvy města s THMP a navýšení základního jmění THMP ze 2 milionů na 132 milionů korun, a to úpisem 6500 akcií v listinné podobě na jméno, ve jmenovité hodnotě po 20 tisících korun, v podobě hromadné listiny (hromadné akcie).
K 1. dubnu 2018 THMP a.s. správu veřejného osvětlení převzala, avšak údržbu, poruchový dispečink a správu mapových podkladů nadále zajišťuje PREdistribuce. Podle zprávy z 22. března 2018 i novějších zpráv se má THMP o veřejné osvětlení starat od 1. června 2018. THMP a.s. správu, provoz a údržbu veřejného osvětlení a souvisejících technologií převzala 31. května 2018.
Společnost se má starat o 150 000 lamp (140 tisíc lamp) a 1500 spínacích míst, které spíná dálkovým povelem. Podle článku z října 2018 Prahu osvětluje takřka 140 tisíc světelných míst veřejného osvětlení a 417 míst plynového osvětlení, zapínacích míst je více než 1500. V rozhovoru pro Praha TV v červnu 2019 ředitel moderátor Martin Severa zmínil 135 000 „sloupů veřejného osvětlení“. Průměrná wattáž veřejného osvětlení v Praze se podle ředitele Tomáše Jílka pohybuje kolem 70 wattů.
V rozhovoru pro Praha TV v červnu 2019 ředitel Tomáš Jílek uvedl více než 700 zařízení přisvětlení přechodů, několik set uličních hodin a výrazně více než 100 věžních hodin.
Podle článku z října 2018 má Praha téměř 3500 světelných bodů slavnostního osvětlení. Podle článku ze srpna 2019 na památky směřuje asi 14 tisíc světelných zdrojů. Dle sdělení z července 2019 THMP osvětluje asi 140 památek. Podle článku ze srpnu 2019 je v Praze osvětlovaných objektů bezmála 140, mezi nimi Karlův most, Strahovský klášter, Vyšehrad či Rudolfinum (zatímco Pražský hrad si nasvěcuje jeho správa sama). Petřínská rozhledna jako jediná využívá LED osvětlení, ostatní památky jsou nasvíceny vysokovýkonnými reflektory fungujícími zejména na bázi sodíkových výbojek; do roku 2020 se však plánuje modernizace, mezi prvními objekty s modernizovaným nasvícením mají být Národní divadlo, Loreta, Jindřišská věž či Břevnovský a Strahovský klášter a postupně pak všech nasvícených objektů, ale po Petřínské rozhledně žádný další objekt nemá mít barevné nasvícení. THMP má ve spolupráci s památkáři do konce roku 2019 posoudit vhodnost instalace LED svítidel na zmíněné památky nebo jejich části. Hlavní změnou v případě jejich použití má být automatická detekce závad a možnost elektronicky řídit intenzitu světel, nové nasvícení by také mělo více eliminovat světelné znečištění. Nasvícení památek stojí ročně 2 miliony Kč. Nejvíce nákladů nese nasvícení Karlova a Čechova mostu, oba jsou osvětlení dvěma stovkami svítidel. Slavnostní osvětlení mají na starosti dvě specializované posádky, kteří často pracují i s horolezeckou technikou a často i s houbičkou a prostředky na mytí.
V prvních měsících chystá například preventivní kontrolu technického stavu sloupů veřejného osvětlení a preventivní výměny sodíkových výbojek. S výměnou sodíkových svítidel za moderní LED světla THMP nedoporučila městu příliš pospíchat, protože obor výroby LED svítidel je zatím velmi živý, standardů je mnoho a LED světla neznamenají úsporu energie. Podle ředitele Tomáše Jílka je třeba svítit správnou intenzitou i teplotou, která se blíží slunečnímu svitu, ale i s ohledem na denní dobu či situaci ve městě, přičemž THMP spolupracuje s ministerstvem životního prostředí, které se snaží snížit světelný smog a donutit města, aby svítila takzvaně zdravě. (Současně však je propagován opačný trend, že modrá složka světla je v noci škodlivá pro organismy, protože narušuje biologické hodiny.)
7. prosince 2018 ředitel Tomáš Jílek pro Novinky.cz uvedl, že životnost sodíkové výbojky, která je převládajícím zdrojem světla v Praze, činí pět let, takže každý rok je třeba jich 30 tisíc preventivně vyměnit, přičemž kvůli jistému deficitu údržby společnost dohání zejména preventivní výměny. Měsíčně podle Jílka lidé nahlásí až několik tisíc poruch, přičemž během podzimu se údajně podařilo zlomit křivku závad a počet začíná klesat. V poskytnutých informacích uvádí THMP v červnu 1365 nahlášených poruch, v červenci 1202 nahlášených poruch, v srpnu 1278 nahlášených poruch, v září 2018 počet 1755 nahlášených poruch.) V rozhovoru pro Praha TV v červnu 2019 uvedl, že THMP dostává kolem 2000 hlášení poruch veřejného osvětlení měsíčně. Dle Jílkova vyjádření z prosince 2018 se údajně daří dodržovat požadavek méně než dvou procent nesvítících svítidel.
Podle sdělení radního Jana Chabra z prosince 2018 ročně vymění pracovníci THMP přibližně 25 tisíc výbojek tak, aby docházelo k jejich výměně po pěti letech. Podle Chabra se ukázalo, že po zrušení systému skupinové výměny výbojek došlo k poměrně velkému nárůstu nesvítících míst veřejného osvětlení. Také má být každý rok provedena revize čtvrtiny zapínacích zařízení, tedy zhruba 400 rozvaděčů.
V rámci projektu má být rovněž provedena nová pasportizace veřejného osvětlení. Během roku 2019 by se měla objevit i mobilní aplikace, která umožní i přesné sdílení polohy pomocí GPS.
THMP chce z veřejného osvětlení udělat multifunkční síť. Při dosavadním skupinovém zapínání lamp jsou přes den stožáry bez napětí. Trend je mít veřejné osvětlení neustále pod napětím a řídit každou lampu zvlášť, což umožní napájet další zařízení, například dopravní značení či kamery.
Společnost THMP a.s. by měla převzít také například správu tzv. chytrých laviček, které v rámci pilotního projektu zavedl OICT, a senzorické sítě, které jsou součástí veřejného osvětlení, jedná se i o wi-fi sítích, nabíječkách pro elektromobilitu atd.
20. září 2018 THMP na žádost o informaci odmítla poskytnout mapu veřejného osvětlení s odůvodněním, že jde o obchodní tajemství, protože prý tato mapa představuje pro hlavní město Prahu jako vlastníka mapy, respektive pro správce systému veřejného osvětlení konkurenční významnost a zakládá pro hlavní město Prahu oprávněnou výhodu proti jiným subjektům. Hlavní město Praha udělilo údajně společnosti THMP a.s. výslovný zákaz poskytování těchto dat třetím subjektům s uvedenými výjimkami. THMP a.s. jako správce podkladů k systému veřejného osvětlení podnikl údajně veškerá vnitřně-bezpečnostní opatření spočívající v omezení přístupu ke skutečnostem tvořícím obchodní tajemství.
6. února 2019 THMP a.s. zveřejnila na svém webu aktualitu o průzkumu zaměřeném na vnímání současného stavu a kvality veřejného osvětlení v Praze, který koncem roku 2018 provedla společnost STEM/MARK na objednávku Technologie hlavního města Prahy, a.s. Předseda představenstva THMP a.s. Tomáš Jílek uvedl, že dvě třetiny Pražanů si všímají stavu veřejného osvětlení a dvě pětiny Pražanů se domnívají, že celková poruchovost je v posledním roce nižší než dříve. Respondenti, kteří nějaký vývoj zaznamenali, ho většinou hodnotí pozitivně. Všímají si většího množství lamp, jejich výměny i včasného odstranění poruch. Podle průzkumu je pro Pražany nejdůležitějším faktorem rozmístění lamp veřejného osvětlení, následuje intenzita světla. Důraz je kladen také na ekologii. S intenzitou světla a s osvětlením památek a přechodů je spokojeno téměř 90 % občanů. V porovnání s jinými městy v republice je Praha hodnocena celými 90 % respondentů jako více osvětlená.
4. června 2019 zveřejnila televize Praha TV propagační šot k výročí převzetí veřejného osvětlení společností THMP. V něm zmínila, že síť veřejného osvětlení v Praze čítá více než 135 tisíc světelných míst a za uplynulý rok montéři z THMP provedli revize na téměř 22 tisících světelných míst. O úspěšnosti prvního roku činnosti údajně svědčí zejména snížení poruchovosti veřejného osvětlení. Podle šotu radní Jan Chabr uvedl, že město připravuje rozsáhlou koncepci veřejného osvětlení, která by měla zodpovědět i další možnosti rozvoje lamp a stožárů, například možnosti zavedení dalších služeb a smartifikace. 14. června 2019 Tomáš Jílek, představený jako generální ředitel THMP, jako host dne v Praha TV uvedl,
25. června 2019 radní Jan Chabr řekl novinářům, že vedení hlavního města si nechá vypracovat koncepci veřejného osvětlení s návrhem dalšího rozvoje a zároveň si nechá udělat soupis všech sloupů. Studii rozvoje osvětlení nechá vypracovat THMP a.s. Koncepce se má skládat z několika částí, pro každou z nich vzejde ze soutěže dodavatel. Dokument bude mít mimo jiné architektonicko-urbanistickou část, část týkající se technického stavu a vývoje nebo ekologie. Analýza současného stavu osvětlení má stát asi 1,64 milionu korun, samotná koncepce na 1,9 milionu. Zhruba šest milionů má stát poskytnutí prostoru dodavatelům pro správu datových výstupů a z této částky mají být placeny rovněž přístupy do vybraných databází. Součástí koncepce má být příprava stožárů na elektromobilitu, přičemž staré, místy hliníkové kabely mezi sloupy mají být nahrazeno kabely, které podle Chabra mají být schopny vést vysoké napětí. Nabíjecích lamp by prý mohly být čtyři tisíce, první pilotní projekt bude na Vinohradech. také by bylo možné přidat optické kabely a pokrýt tak celé město vysokorychlostním internetem a postupně by měly být vyměňovány i staré sloupy. Podle zpráv ze srpna 2019 radní Chabr s vedením THMP kalkulovali s vybudováním až 5000 nabíjecích stanic pro elektromobily během následujících 4 let.
Začátkem srpna 2019 rada města schválila mimořádnou investici ve výši 150 milionů korun na obnovu a rozvoj veřejného osvětlení. V srpnu 2019 radní Jan Chabr uvedl, že veřejné osvětlení je podfinancované, a do rozpočtu na rok 2020 navrhoval do osvětlení vložit 200 milionů korun, tedy téměř dvojnásobek dříve obvyklých částek. Peníze mají jít na výměnu výbojkových svítidel za LED technologii, úspornější osvětlení památek nebo přípravu vybudování nabíječek pro elektromobily v lampách. Praha ale přistupuje k LED technologiím obezřetně a zatím nechystá jejich plošnou instalaci ani u běžných stožárů veřejného osvětlení.
Podle tiskové zprávy ze 14. března 2023 pečují THMP a.s. o více než 137 tisíc stožárů veřejného osvětlení v Praze, za rok 2022 preventivně vyměnily na 80 tisíc dosluhujících výbojek a každé světelné místo šestkrát za rok v noci zkontrolovaly, provedly více než 890 tisíc servisních, revizních a nočních kontrol a opravily 20 tisíc poruch veřejného osvětlení. V rámci obnovy bylo vyměněno téměř 900 stožárů, 1500 kabelových polí a instalováno 3000 LED svítidel. Na obnovu a modernizaci soustavy bylo vynaloženo téměř 210 milionů korun, z toho dvě třetiny na výměnu stožárů a kabelových polí na hranici životnosti, téměř 50 milionů do LED svítidel a doplňkových komunikačních technologií pro dálkové řízení a chytrou regulaci sítě. Podle tiskové zprávy má Praha kolem 12 tisíc LED svítidel a v roce 2023 jich má být instalováno dalších několik tisíc, přičemž v roce 2026 má být ukončena výroba původních sodíkových zdrojů. Podle namátkových kontrol nesvítivosti, které jsou prováděny jednou měsíčně na náhodně vygenerovaném vzorku cca 900 světelných míst, podíl nesvítících nebo špatně svítících lamp klesl na 0,55 % z celé soustavy a při žádné z kontrol nepřekročil maximální hodnotu 2 % stanovenou smlouvou s hlavním městem Prahou.

## Zapínací systém
Koncem 40. let 20. století údajně existoval v Praze jeden centrální dispečink veřejného osvětlení, kde byly mechanické hodiny. Na budově byl zároveň nainstalovaný stmívač neboli fotobuňka (míněno soumrakové čídlo), komunikující s hodinami. Primární v ovládání byly hodiny, ovšem systém zohledňoval i míru setmění. Kombinace s hodinami byla z důvodu, aby se lampy nespínaly zbytečně například při krátkodobém setmění kvůli mraku. Z dispečinku byl vyslán signál do zapínacích míst po celé Praze a ta následně rozsvítila lampy v okolí.
Začátkem 21. století začala digitalizace systému. Přímo do zapínacích míst byly umisťovány RSH hodinky, které chytaly centrální čas z Frankfurtu a řídily spínání samy. Obsluha v nich nastavila čas sepnutí a čas rozsvěcení i zhasínání se automaticky každý den o dvě minuty posouval, bez ohledu na skutečné světelné podmínky.
Nejnověji jsou zapínací místa vybavená astrohodinkami zabudovanými v těle elektroměru. Pracoviště pražského distributora elektřiny, PREdistribuce, sídlící v Kateřinské ulici s nimi dokáže komunikovat na dálku pomocí GSM sítě. PREdistribuce také v roce 2018 uspěla ve výběrovém řízení správce osvětlení, Technologie hl. m. Prahy, na dálkové ovládání veřejného osvětlení. Stejnou cestou může dispečink PREdistribuce poznat, jestli v daném zapínacím místě svítí veškeré lampy, případně ve kterých zapínacích místech některé lampy či celé větve osvětlení přestaly svítit. Dálkové ovládání zapínacích míst se využívá například v případě, kdy z důvodu mimořádné události (například nabouraný stožár) je nutno určité zapínací místo operativně vypnout.
V Praze má veřejné osvětlení cca 1500 zapínacích míst, které spíná dálkovým povelem. Na jedno zapínací místo tedy připadá v průměru necelá stovka světlených míst.
Lampy se rozsvěcí přibližně 10 minut po západu slunce. Z důvodu rozložení proudové zátěže je Praha pro účely rozsvěcení lamp rozdělena do tří pásem. Jako první se rozsvěcí centrum města, zahrnující Prahu 1, Prahu 2 a část Prahy 3. Po šesti minutách se rozsvěcí zbytek Prahy 3 a Praha 10, dle jiného článku části Prahy 3, 4, 5, 6, 7, 8, 9 a 10. Po dalších čtyřech minutách se rozsvěcí zbytek města, tedy zejména okrajové části. Ještě před většinou lamp veřejného osvětlení se zapíná přisvícení přechodů pro chodce, které se také jako poslední vypíná.
Slavnostní osvětlení památek je nastaveno tak, že nejdříve se rozsvítí nejstarší památky, přibližně z 10. století, a nejpozději nejnovější objekty z 21. století, a to po třech minutách tak, aby se poslední objekty rozsvítily přesně půl hodiny od těch prvních. V opačném pořadí se pak jejich osvětlení v půlhodině po půlnoci vypíná. Některé objekty jsou však z technických důvodů nasvíceny po celou noc, například socha T. G. Masaryka, evangelický kostel v Braníku či Chvalský zámek, a po celou noc svítí i Petřínská rozhledna.

## Reklama na sloupech
29. července 2016 se objevil návrh regulace reklamy na sloupech veřejného osvětlení usnesením rady HMP s navrženou účinností od 1. ledna 2017, který připravil Institut plánování a rozvoje hl. m. Prahy (podepsány jsou jeho pracovnice Veronika Kučerová a Pavla Melková) a do připomínkového řízení jej podala radní a náměstkyně primátorky Petra Kolínská (Strana zelených). Hlavním motivem pravidel je vyloučení této reklamy z památkových rezervací a zón. Pravidla však byla zpracována tak, že podle připuštěných kombinací velikostí a umístění na sloupech by zřejmě úplně každý provozovatel reklamy na sloupech veřejného osvětlení musel dosavadní plochy zmenšovat nebo zvětšovat, případně přesouvat, a to, podle kritiků, bez jakéhokoliv rozumného důvodu, takže pravidla byla kritizována, že byla zpracována zcela neodborně, bez elementární znalosti věci a bez diskuze s odbornou veřejností, protože vzhled města se těmito velikostními rošádami nezlepší. Přestavba reklamních nosičů, které se od požadovaných rozměrů o několik centimetrů liší, by navíc znamenala několik měsíců záborů či zúžení komunikací. Nejmenovaný „dobře informovaný zdroj“ Parlamentních listů zmínil, že reklamní nosiče společnosti Czech advertising vypadají téměř stejně, jen se od navržených velikostí o nějaké centimetry liší, a vyslovil podezření, že radní Kolínská rozměry povolených reklam připravila na míru někomu, kdo se nyní „náhodou“ objeví.
Skupina sedmi provozovatelů venkovní reklamy (např. Eltodo, Bulldog reklama, Erflex a podepsán je i prezident Svazu provozovatelů venkovní reklamy Marek Pavlas) adresovala 11. srpna 2016 pražské primátorce Krnáčové dopis, v němž konstatují, že „návrh výše zmíněných pravidel obsažených v tisku 22773 je zpracován naprosto neodborně, bez elementární znalosti problematiky a hlavně zcela netransparentně. Zejména se jedná o to, že pravidla připouští formáty a jejich umístění na lampách pouze takové, že jejich vzájemnou kombinaci v současné době splňuje pouze několik procent aktuálních nosičů". Primátorka stěžovatele pozvala na schůzku 20. září 2016. Parlamentní listy uvádějí že podle tří jejích zdrojů primátorka Krnáčová na tomto jednání, z něhož nelze najít oficiální výstup, řekla: „Proč to řešíte, když od ledna 2017 budou lampy a světla spravovat v TCP a tím pádem i reklamy na nich." Sama primátorka však autenticitu této věty později odmítla, respektive uvedla, že určitě nezazněla žádná definitiva, ale že v tuto chvíli je to jedna z variant. Zástupce společnosti Vesna Liberec Petr Vostrý pouze potvrdil, že na jednání zazněla věta v tomto smyslu, ale nedokázal potvrdit její přesné znění ani to, že zazněla skutečně z úst primátorky, přičemž informaci chápal jako předběžnou a neoficiální. Výkonný ředitel odboru obchodu a marketingu Eltodo Marat Saber potvrdil, že na jednání zaznělo, že TCP a.s. by měla jako budoucí správce veřejného osvětlení v hlavním městě spravovat od 1. 1. 2017 také reklamu na stožárech veřejného osvětlení. Radní pro majetek Karel Grabein Procházka po třech urgencích potvrdil, že majetková komise na počátku roku 2016 doporučila, aby smlouvy na reklamu na veřejném osvětlení uzavírala v budoucnu TCP a.s., a označil takové řešení za možné. Oficiálně přitom v té době ještě běželo výběrové řízení na správce veřejného osvětlení a záměr pověřit správou TCP byl oficiálně oznámen až začátkem prosince 2016.

## Správa veřejných hodin
Správa veřejných pouličních i věžních hodin je tradičně nedílnou součástí městské zakázky na správu veřejného osvětlení v Praze. Vyškovská společnost Elekon s.r.o. však ve svých referencích uvádí, že od roku 2009 se ve spolupráci s firmou ELTODO-CITELUM, s.r.o. a magistrátem podílí na celkové revitalizaci veřejných hodin a od roku 2014 zajišťuje správu a údržbu systému veřejných hodin na území hl. města Prahy. Na svém webu v dubnu 2017 v nedatovaném článku uvádí, že Praha má v majetku celkem 57 ks věžních hodin, 61 ks veřejných hodin v Pražské památkové rezervaci a další na zbylém území hl. m. Prahy (celkem 417).

## Pomníky

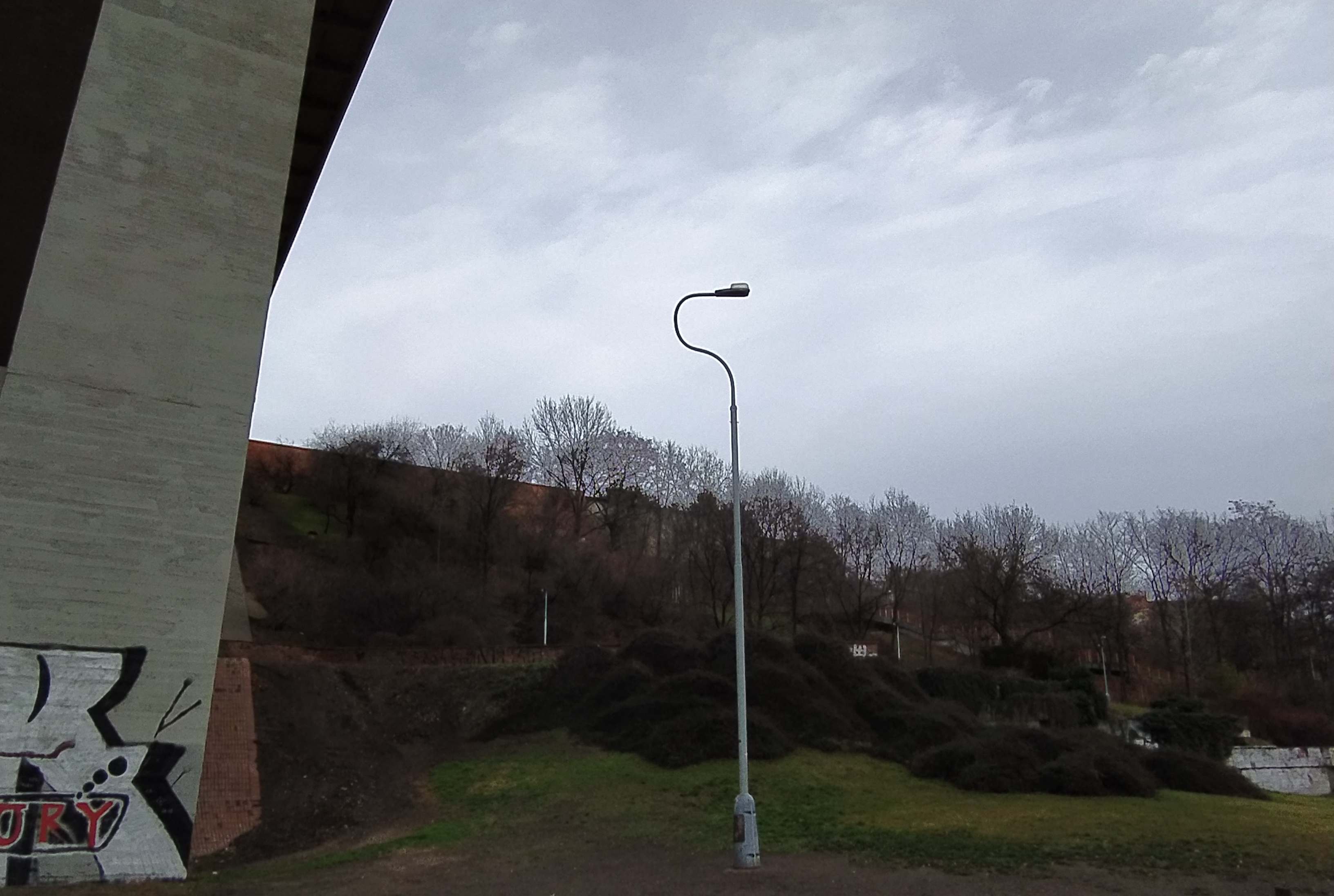
Pomník Z vlastního rozhodnutí od Kryštofa Kintery je součástí lampy

Součástí veřejného osvětlení jsou dva pražské pomníky od Kryštofa Kintery. Jedná se o otočenou lampu jako památník všem sebevrahům pod Nuselským mostem (Z vlastního rozhodnutí – Memento mori). Druhá se nachází na nábřeží Kapitána Jaroše a je věnována památce tragicky zahynuvšího zakladatele spolku AutoMat a propagátora městské cyklodopravy Jana Bouchala (Bike to Heaven).